# San Pedro (Florencia)
San Pedro es un corregimiento de departamento colombiano de Caquetá, bajo jurisdicción del municipio de Florencia. se localiza en el nororiente del municipio. Está conformado por los centros poblados: El Pará y Norcasia. Además, de 24 veredas.

## Geografía

### Límites
Limita al norte con el departamento de Huila, al este y sureste con el municipio de La Montañita, al sur con el corregimiento de Venecia, y al oeste con los corregimientos de Danubio y Orteguaza. 

### Clima
En la zona norte del corregimiento predomina el clima frío y de páramo por hallarse ubicado en las estribaciones de la Cordillera Oriental, mientras que al sur se encuentra la zona de transición y piedemonte, con climas templado y tropical lluvioso. Su principal curso de agua es el río San Pedro, que atraviesa su jurisdicción en sentido norte-sur. 